# Paragorgia sibogae
Paragorgia sibogae is een zachte koraalsoort uit de familie Paragorgiidae. De koraalsoort komt uit het geslacht Paragorgia. Paragorgia sibogae werd in 1993 voor het eerst wetenschappelijk beschreven door Bayer. 